# Xã Blue River, Quận Henry, Indiana
Xã Blue River (tiếng Anh: Blue River Township) là một xã thuộc quận Henry, tiểu bang Indiana, Hoa Kỳ. Năm 2010, dân số của xã này là 1.224 người.